# 사이슈 사토루
사이슈 사토루(일본어: 最首 悟: 1936년 - )는 일본의 생물학자, 사회학자, 사상가다.
전공투 활동가였다.
와코대학 인간관계학부 환경철학 교수, 인간관계학부 학부장을 거쳐 명예교수가 되었다. 슨다이 예비학교 논문과 강사. NPO이자 대안대학인 슈레대학의 어드방이저를 맡기도 했다.